# Paradise (gra komputerowa)
Paradise – gra przygodowa typu wskaż i kliknij, wydana w 2006 roku, której głównym twórcą jest rysownik belgijski Benoît Sokal.